# Поп-звезда на льду
«Поп-звезда на льду» (англ. Pop Star on Ice) — документальный фильм   о американском фигуристе Джонни Вейре. Мировая премьера — 24 мая 2009 года на международном кинофестивале в Сиэтле. В декабре того же года фильм был показан по телеканалу Sundance Channel.

## Сюжет
Он — один из ярчайших фигуристов современности. Каждое его выступление  вызывает  самые разные эмоции, а каждое публичное заявление — споры. Его любят и ненавидят. Он — пример для подражания одних и  тот, кого обвиняют в гламуризации мужского спорта другие. Но каков Джонни Вейр в повседневности? Об этом рассказывает фильм Дэвида Барбы и Джеймса Пеллерито.

## Производство
Фильм снимался с 2006 по весну 2008 года.

## Награды и номинации
- 2009 —  Филадельфийский международный фестиваль гейского и лесбийского кино[англ.]: Премия за лучший документальный фильм.